# Kuwaitische Basketballnationalmannschaft
Die kuwaitische Basketballnationalmannschaft repräsentiert Kuwait bei Basketball-Länderspielen der Herren. Die Kuwaitische Nationalmannschaft konnte bisher keine nennenswerten Erfolge bei internationalen Turnieren erringen.
Obwohl Kuwait ein regelmäßiger Teilnehmer der Basketball-Asienmeisterschaft ist, gelang es der Nationalmannschaft nicht sich für eine Weltmeisterschaft oder die Olympischen Spiele zu qualifizieren.

## Abschneiden bei internationalen Wettbewerben

### Olympische Spiele
| - bisher nicht qualifiziert |

### Weltmeisterschaften
| - bisher nicht qualifiziert |

### Asienmeisterschaften
| - 1975 – 12. Platz - 1983 – 4. Platz - 1991 – 12. Platz - 1993 – 10. Platz - 1995 – 11. Platz - 1999 – 6. Platz - 2001 – 12. Platz - 2003 – 12. Platz - 2005 – 13. Platz - 2007 – 14. Platz | - 2009 – 11. Platz - 2015 – 14. Platz |

### Basketballwettbewerb bei denAsienspielen
| - 1974 – 10. Platz - 1978 – 10. Platz - 1982 – 6. Platz - 1986 – 7. Platz - 2002 – 10. Platz - 2014 – 10. Platz |